# José Maria Pires
José Maria Pires (Córregos, 1919. március 15. – Belo Horizonte, 2017. augusztus 27.) brazil katolikus pap, a második vatikáni zsinat résztvevője. 1965 és 1995 között a paraíbai római katolikus érsekség élén állt.